# Даргинская литература
Даргинская литература (дарг. Даргала миллатла литература) — литература даргинцев на даргинских языках.

## История
До октябрьской революции, даргинская культура на протяжении нескольких веков была связана с культурой востока. В этом отношении значительную роль сыграли ученые-арабисты, такие как Дамадан Мегебский, Дауд Усишинский, Магомед-Кади Акушинский, Барка-кади Кавка-махинский и т. д.
На стыке двух столетий — XIX и XX — в даргинской литературе свершался интересный процесс: параллельно развивались устная и письменная литература, и оба они были связаны с фольклором. На этом раннем этапе письменная литература не была столь разнообразной и художественно совершенной, как литература устная, обязанная своим расцветом поэзии Батырая. Представителями устной литературы являлись Омарла Батырай (1832—1910), Сукур Курбан (1878—1922) и Мунги Ахмед (1843—1915), представителями письменной — Абдулла Гаджи (1870—1917), Зияутдин Кади (1877—1924), Рабадан Нуров (1889—1942) и Азиз Иминагаев (1896—1944).
Наиболее интенсивная лексикографическая работа началась в советское время. В этот период в Дагестанском научно-исследовательском институте национальной культуры были созданы терминологические и орфографические комиссии и началась работа по составлению терминологических и орфографических словарей на дагестанских языках, в том числе и на даргинском языке. Опираясь на лучшие традиции словарного дела в России и на достижения русской лексикографии, дагестанская лексикография стала делать первые шаги по составлению как одноязычных, так и двуязычных словарей. Этому способствовало и то обстоятельство, что в 1938 году дагестанские языки перешли с латинизированного алфавита на кириллический алфавит. Если до 1940-х гг. литература создавалась на диалектах, то к концу 1950-х гг. появилась целая плеяда литераторов, создающих произведения на даргинском литературном языке: А. Абу-Бакар, Р. Рашидов, С. Рабаданов, М. Гамидов, Магомед-Расул. Все они впоследствии стали народными писателями и поэтами Дагестана.
В 1908 году Омар из Мекеги составил букварь для изучения аджаму (письмо основанное на арабской графике).
В 1911 году в Тифлисе был издан первый даргинский букварь «Даргилла алипуне ва лужизне жуз».
В 1913 аджамским письмом была издана первая книга на даргинском языке — сборник религиозных стихов тулки известного поэта Абдуллагаджи из Урахи «Таргиб ас-саликин ила Матӏалаб рабб-гӏяламин». В произведениях сборника разрабатывается тема жизни средневекового человека. До XX века была исключительно устной словесностью.

## Даргинские литераторы
- Абдуллаев, Сайгид Нухкадиевич (1903—1952)
- Абу-Бакар, Ахмедхан Абакарович (наст. фам. Абакаров) (1931—1991)
- Алиев, Хабиб Микаилович (1940—1992)
- Багандов, Газимбег Курбанович (1941—1994)
- Вагидов, Абдулла Магомедович (1940—2015)
- Гази, Амир Раджабович (наст. фам. Газимагомедов) (1940)
- Гамидов, Магомед Халимбекович (1930—2016)
- Гасанов, Ильяс Гаджимагомедович (1934—2009)
- Иминагаев, Азиз (1892—1944)
- Расулов, Магомед-Расул Расулович (1936)
- Мунги, Ахмед (1843—1915)
- Нуров, Рабадан (1889—1942)
- Рабаданов, Сулейман Рабаданович (1932—1995)
- Рашидов, Рашид Меджидович (1928—2011)
- Сукур Курбан (1848—1922)
- Шапиева, Умурахиль Магомедовна (1924)
- Багатыров Абдуллагаджи Расулович (1938-1996)
- Насрулла Омаров
- Абдуллаев Магомед Абдуллаевич (1927 -)
- Хизри Юсупов
- Омар Омаров